# Kleber Rogerio do Carmo Silva
Kleber Rogerio do Carmo Silva (født 14. april 1981) er en tidligere brasiliansk fodboldspiller.
Han har spillet for flere forskellige klubber i sin karriere, herunder Shonan Bellmare.